# Zoey Laine
Zoey Laine (Louisville, Kentucky; 15 de noviembre de 1994) es una actriz pornográfica y modelo erótica estadounidense.

## Biografía
Nació en noviembre de 1994 en la ciudad de Louisville, situada en el condado de Jefferson, en el estado de Kentucky. Tras graduarse en la escuela secundaria obtuvo su certificado CNA y comenzó a trabajar en geriátricos. Tras abandonarlo, trabajó como camarera en Santa Cruz (California), y realizó shows privados como camgirl antes de dedicarse al porno.
Debutó como actriz pornográfica en 2016, a los 22 años de edad, siendo su primera escena una de sexo grupal, grabada con los actores Seth Gamble y Summer Day. Como actriz ha trabajado para productoras como Hustler, Jules Jordan Video, Evil Angel, Dogfart Network, Zero Tolerance, Nubile, Brazzers, Naughty America, Kink.com, Reality Kings o Devil's Film.
Ha aparecido en más de 70 películas como actriz.
Algunas películas destacadas de su filmografía son All New Hot Showers 4, Amateur POV Auditions 26, Dare Dorm 31, Deep Throat League 3, I Love Amateurs, Latina 2, Make Her Submit 2, Neighborhood Swingers 16 o Unscripted Rally Race.

## Premios y nominaciones
| Año  | Ceremonia   | Resultado | Premio                             | Trabajo |
| ---- | ----------- | --------- | ---------------------------------- | ------- |
| 2017 | Premios AVN | Nominada  | Premio fan: Debutante más caliente | —       |